# Isidro Michel López
El capitán Isidro Michel López fue un militar mexicano que participó en la Revolución mexicana. 

## Juventud
Nació en Autlán de la Grana, Jalisco el 15 de mayo de 1870 siendo hijo de Ramón Mariano Michel Corona y de Leandra López, en el seno de una de las familias más importantes de Autlán, pues su abuelo era Pedro Michel Corona, gobernador interino de Jalisco en 1834. Estudió su primaria en su poblado natal, viviendo su infancia y juventud en la hacienda El Tabor, en donde se dedicó al campo.

## Revolución
En 1888 se casó con Juana Gómez Hernández, con quien tuvo a sus hijos Francisco, Mariano e Ignacio. Vivieron en el rancho La Providencia, cercano a la Hacienda El Tabor. Para 1899 regresó a su rancho, dejó a su familia en El Grullo y se enroló en el Ejército porfirista. Al regresar, permutó su propiedad por el Rancho de El Aguacate. Por el año 1908, al desatarse la crisis revolucionaria, Isidro se alistó en el levantamiento maderista. Repartió por tanto sus bienes a sus hijos, reservándose para sí 10 vacas , 1 toro, 1 caballo y 1 establo en Autlán, Jalisco. Formó una junta de conspiradores, cuyo primer acuerdo consistió en enviar un mensajero a Ciudad Juárez para entrevistarse con Madero, por lo que Isidro se dirigió a Sayula, donde tomó el tren a Guadalajara. 
Michel, fue el primer jefe revolucionario del estado de Jalisco con credencial expedida por Francisco I. Madero, siendo mayor del Ejército maderista. Al estallar la Revolución mexicana hizo un viaje especial para localizar a Madero y ponerse a sus órdenes. Después de mostrar sus documentos que llevaba cosidos en sus botas, Madero le expidió el nombramiento de Jefe revolucionario del Sur, Capitán segundo, habiendo festejado mucho su ingenio. Luego de la Toma de Ciudad Juárez en mayo de 1911 y los combates en la zona de Tequila, Jalisco, continuaban los arrestos de numerosos rebeldes hasta que el 23 de mayo en Guadalajara se recibió un telegrama, en el que se informaba que debían cesar todo tipo de hostilidades, pues la paz ya había sido firmada en Ciudad Juárez. El 25 de mayo de 1911 el Cap. Isidro Michel se dirigió con su tropa a la plaza principal de la misma población, cayendo en una emboscada preparada por los caciques porfiristas José María Topete y Carlos Valencia, este último el mayor latifundista de la región. El combate se saldó con 20 víctimas, entre muertos y heridos, por lo que la población se amotinó en contra de los porfiristas, logrando la rendición de los mismos. A pesar de la presión del pueblo de linchar a los caciques, salvaron su vida gracias a la oportuna intervención del mismo Michel, que los entregó a las autoridades. Michel fue obligado a salir de la localidad por el juez encargado del asunto con toda su tropa, alegando que su presencia entorpecía la averiguación en contra de los detenidos. Por méritos, Isidro fue ascendido a capitán primero.

## Revolución mexicana
Luego de la victoria maderista, Isidro Michel se dedicó a ofrecer garantías a los hacendados del sur del estado de Jalisco y a perseguir campesinos que buscaban recobrar por su propia cuenta sus terrenos usurpados. Luego del levantamiento de Cleofás Mota, Michel y Ramón Romero salieron en su persecución. Mota salió de Zapopan y se dirigió a Puente Grande, población del municipio de Tonalá, donde se hizo de hombres, armas y caballos. Michel, intentando cortarles su retirada, los enfrentó en Zapotlanejo y Poncitlán. 
El nuevo gobierno le encargó la dura empresa de perseguir y detener a Pedro Zamora. Luego de la persecución, logró detenerlo cerca de El Palmar de los Pelayo. Una vez desarmado, le informó que le habían ordenado llevarlo a pie y amarrado; pero que lo llevaría suelto y a caballo, aunque de querer escapar, le aplicaría la ley fuga. 
En 1918, Isidro se dio de baja del Ejército, pero cuando Pedro Zamora fingió amnistiarse en julio de 1920, para luego remontar a la sierra de Quila y desconocer al gobierno de Adolfo de la Huerta, tomar Mascota, Talpa y Cuautla, tomar de rehenes a 12 mineros extranjeros y exigir medio millón de pesos como rescate, el general Rafael Buelna recurrió a Isidro Michel como su guía para rastrear a Zamora. 
Para el 24 de agosto de ese año, el gobierno tenía movilizados a 12 mil hombres y decían tenerlo cercado en un radio de 100 kilómetros a la redonda, desde Sayula y Ameca; y por mar desde Manzanillo y Puerto Vallarta. Por tanto fue derrotado en Divisadero, el 25 de agosto de 1920, cuando 2,500 federales se enfrentaron a los 400 zamoristas. A finales de agosto los simpatizantes de Zamora comenzaron a rendirse: Porfirio y Francisco González en Tecolotlán; el 21 de septiembre, José Covarrubias "La Urraca" en Juchitlán. El 12 de noviembre Zamora convino ante el coronel Luis Álvarez Gayou la entrega de sus armas y se trasladó a Canutillo, con el general Francisco Villa, al que pidió un permiso de 10 días para ir a la Ciudad de México y del cual no regresó. Villa lo reportó como desertor. Detenido por el Ejército, Zamora fue ejecutado el 28 de febrero de 1921. La versión oficial decía que iba rumbo a El Grullo para iniciar su enésimo levantamiento contra el gobierno lo que dio pie a que se ejecutara a Saturnino Medina "La Perra" en Cuautla; a El Chivo Encantado y a Vicente Alonso, cuyos restos fueron decapitados y expuestos en Colima.
Después de muchas peripecias siguió en el Ejército con el grado de Capitán primero, pidiendo su baja en 1925, cuando se retiró a su residencia en El Grullo, Jalisco.

## Marxismo
Desencantado por el giro que el movimiento armado había tomado, se fue del país. De Chiapas se fue a Costa Rica, El Salvador y Guatemala. Allá enseñó a muchos granjeros a aprovechar íntegramente el cerdo y otros productos agropecuarios. En Centroamérica, y tal vez por influencia del movimiento guerrillero de Augusto César Sandino, conoció la visión marxista de la realidad y cambió sus convicciones políticas hacia este formato revolucionario. Las constantes erupciones volcánicas que azotaron la zona, hicieron que regresara a Jalisco. Los bienes que le quedaban los repartió con sus hijos y formó otra familia con Aurora Gudiño, con la que procreó a Isidro, Zenorina, Mario, Adán, Eva, Berenice, Secundino, Godeleva, Salomón y Livier. Falleció el 6 de abril de 1942.

## Legado
Michel se retiró rápidamente de la lucha armada, sin embargo, sus sobrinos (en ese entonces niños) se unirían a la Guerra Cristera, tal y como lo fueron Matías Villa Michel e Isaías Villa Michel. Su hijo Mariano Michel Gómez escribió un libro de nombre Una página de la Revolución Mexicana, en donde rescata la vida revolucionaria de su padre.